# Va'ai Kolone
 Kolone (Savai'i, 11 de noviembre de 1911-Savai'i, 20 de abril de 2001) fue un político samoano y uno de los fundadores del Partido para la Protección de los Derechos Humanos, que gobierna ininterrumpidamente el país hasta la actualidad. Ejerció en dos ocasiones el cargo de Primer ministro de Samoa, en 1982, y entre 1985 y 1988.
Kolone fue elegido por primera vez al parlamento, la Asamblea Legislativa de Samoa, en 1967. En 1979, junto con Tofilau Eti Alesana fundó el Partido para la Protección de los Derechos Humanos para oponerse al gobierno de Tupuola Efi. El HRPP ganó 24 escaños en la elección de 1982, y Kolone fue nombrado primer ministro. Sin embargo, un reclamo por soborno y fraude electoral forzó su renuncia, aunque logró recuperar su escaño en una elección parcial. En 1985, Kolone renunció al liderazgo del HRPP y al propio partido. Ese mismo año, 11 parlamentarios del HRPP se pasaron a la oposición y formaron gobierno con el Partido Demócrata Cristiano. Kolone se convirtió entonces en Primer ministro, pero su coalición perdió las elecciones en 1988 y debió dejar el cargo. Se estableció entonces formalmente el Partido Nacional para el Desarrollo de Samoa, bajo el liderazgo de Kolone.
Falleció a los ochenta y nueve años el 20 de abril de 2001.